# Altoona (Pennsylvania)
Altoona ist eine Stadt im Blair County, Pennsylvania, USA die laut der Volkszählung 2020 eine Einwohnerzahl von 43.963 hatte. Sie liegt in den Allegheny Mountains und ist nach ihrer Einwohnerzahl gemessen die neuntgrößte Stadt in diesem Bundesstaat. Ihre Geschichte wurde, wie die kaum einer anderen Stadt in den USA, maßgeblich durch die Eisenbahn geprägt.

## Geschichte
Bevor um 1700 die ersten Siedler die Region um Altoona erreichten, war die Gegend von Indianern vom Stamm der Irokesen bewohnt.

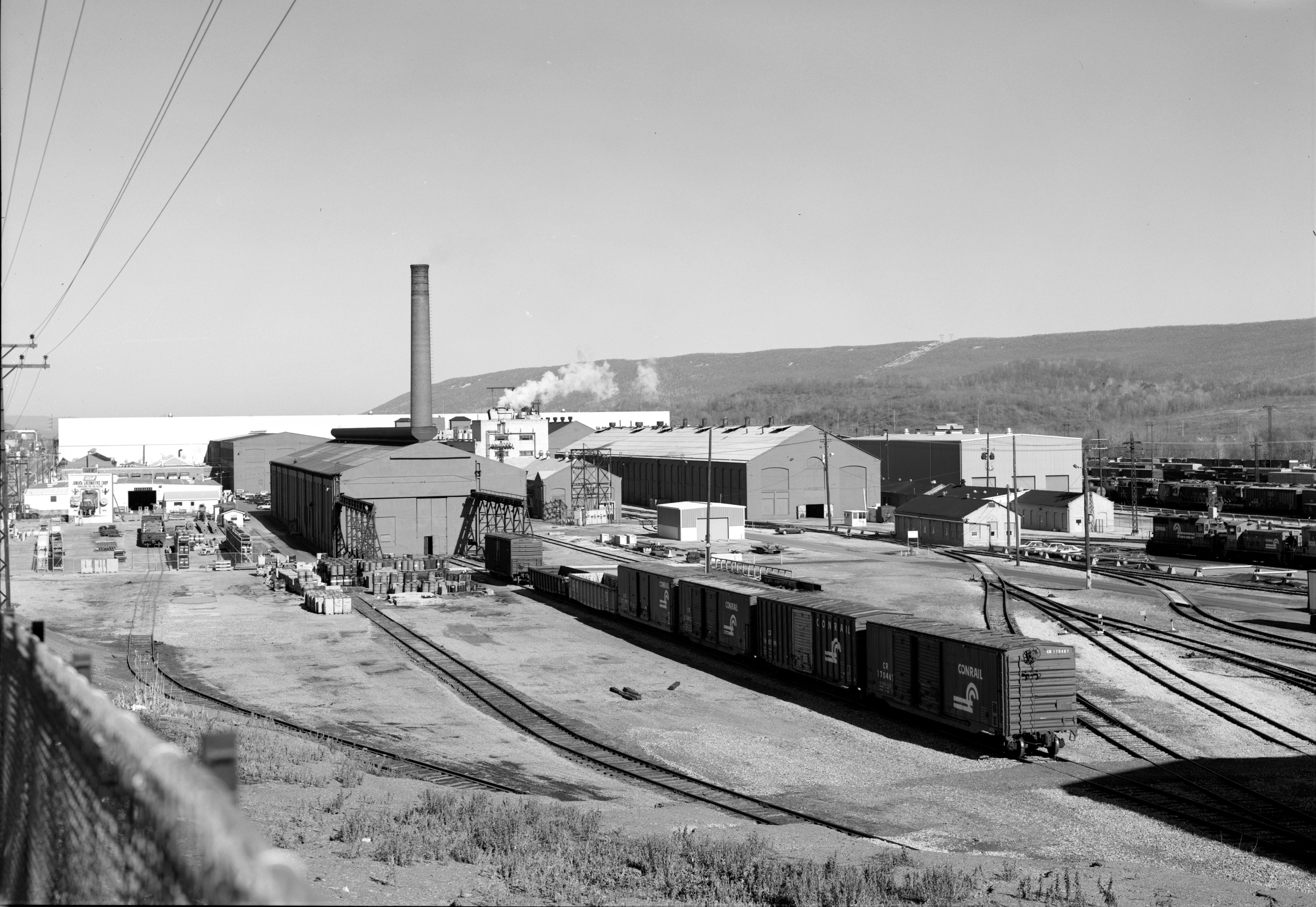
Juniata Shops Bahnwerk im Jahr 1988

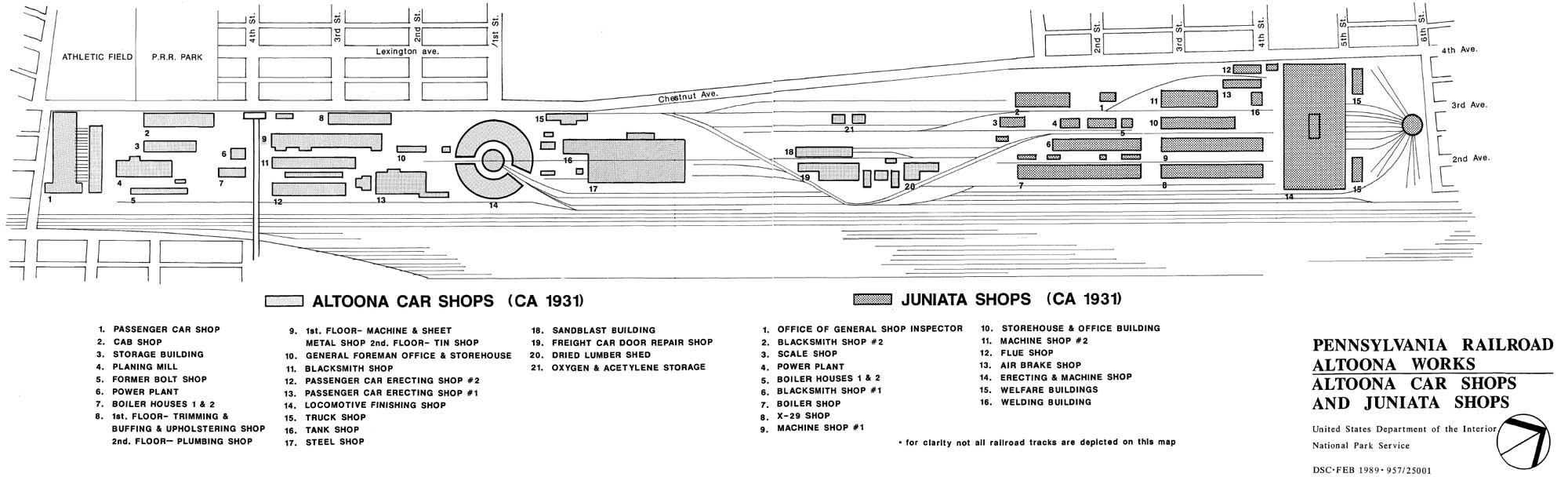
Pennsylvania Railroad Altoona Works

Bei der Wahl für eine günstige Streckenführung einer Eisenbahnstrecke von der Ostküste nach Pittsburgh über die Allegheny Mountains entschied sich die Pennsylvania Railroad (PRR), den Ort Altoona als wichtige Station an der Strecke zu wählen, um den Gebirgszug an günstiger Stelle zu überwinden. Im Jahr 1849 wurde Altoona gegründet und am 6. Februar 1854 als Gemeinde mit mehr als 2000 Einwohnern eingetragen. Der Ortsname Altoona ist gemäß einer Erklärung von 1905 vom lateinischen Wort altus (= hoch) abgeleitet. Bedingt durch das starke Wachstum der Stadt erhielt die Gemeinde bereits im Jahr 1868 das Stadtrecht. Das Logan House wurde das bekannteste Gebäude in der Stadt. Ferner entstanden umfangreiche Betriebswerke, die auch als Lokomotivfabriken dienten, wobei die Lokwerkstatt Altoona zwischenzeitlich viertgrößter Lokomotivhersteller der Vereinigten Staaten wurde.
1880 wurde die örtliche Pferdebahn in Betrieb genommen, die 1891 elektrifiziert wurde und unter dem Namen The Altoona and Logan Valley Electric Railway als lokale Straßenbahn bis zum 7. September 1954 in Betrieb war.
Der erhebliche Einfluss der Eisenbahn auf die Stadtentwicklung führte mit dem langsamen Niedergang dieses Verkehrsträgers in der zweiten Hälfte des 20. Jahrhunderts gleichzeitig zu einem Verfall der örtlichen Betriebe und forderte große strukturelle Veränderungen. Die Lokomotivwerke stellten ihre letzte Lokomotive im Jahr 1946 her. 1990 erhielt Altoona mit Anbindung an die Interstate 80 und Interstate 99 Anschluss an das Interstate-Fernstraßennetz.

## Sehenswürdigkeiten

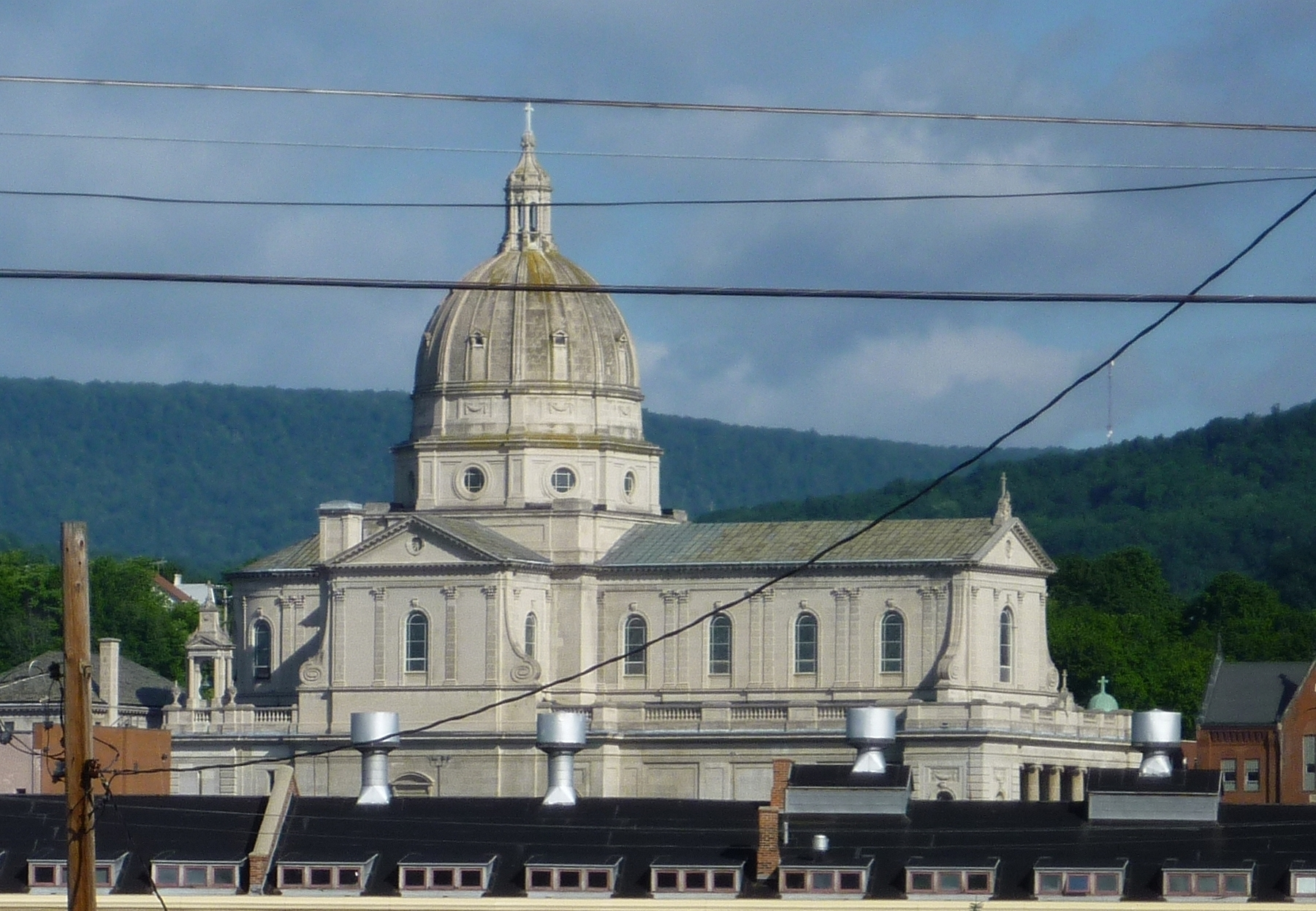
Kathedrale von Altoona

Im Stadtzentrum entstanden neue Einkaufsviertel sowie Bildungseinrichtungen wie das Penn State Altoona, ein Campus der Pennsylvania State University. Zu den heute noch erhaltenen Sehenswürdigkeiten gehören neben dem Mishler Theater auch das Rathaus sowie die Kathedrale. Noch heute ist Altoona ein beliebtes Ziel für Eisenbahnfreunde aus aller Welt.
Das Railroaders Memorial Museum erinnert an die große Bedeutung der Eisenbahn in Altoona. Etwa acht Kilometer westlich der Stadt befindet sich ferner die berühmte Horseshoe Curve (Hufeisenkurve), eine 220-Grad-Kurve an der Ostrampe der PRR-Hauptstrecke, die hier in einer sehr geschwungenen Streckenführung über die Allegheny Mountains führt und ein beliebtes Ziel für Eisenbahnfreunde darstellt. Sie wurde 1854 erbaut und 2003 in die Liste der geschichtlichen Meilensteine der Ingenieurbaukunst aufgenommen.

## Sonstiges
Das 1901 errichtete römisch-katholische Bistum Altoona-Johnstown hat seinen Sitz in Altoona. Bischofskirche ist die von 1924 bis 1960 im neobarocken Stil errichtete Cathedral of the Blessed Sacrament (Kathedrale vom Allerheiligsten Sakrament).

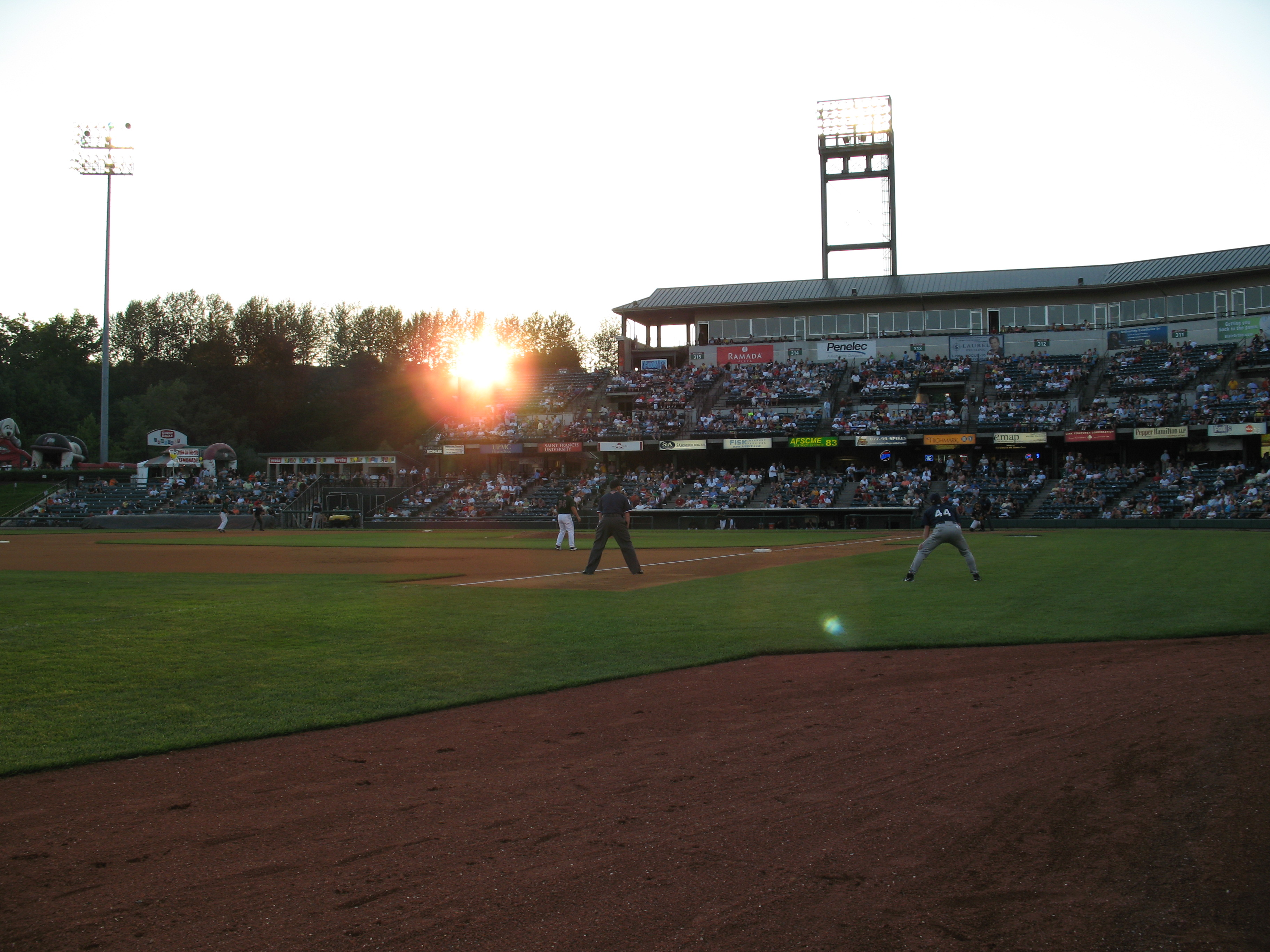
Altoona: Blair County Ballpark

Die bereits seit 1876 herausgebrachte Zeitung Altoona Mirror hat heute eine Auflage von 32.000 Exemplaren.
Der lokale Baseball-Verein heißt Altoona Curve.
Vom Regionalflughafen Altoona–Blair County Airport (IATA: AOO, ICAO: KAOO) gibt es Verbindungen nach Washington, D.C. sowie Pittsburgh. Der Flughafen liegt etwa 19 Kilometer südlich von Altoona in dem Ort Martinsburg.
Siehe auch: Nahverkehr in Altoona (Pennsylvania)

## Städtepartnerschaften
- St. Pölten,  Österreich

## Söhne und Töchter der Stadt
- Gertrude Woodcock Seibert (1864–1928), Lyrikerin und bedeutende Bibelforscherin
- William Bell Walton (1871–1939), Politiker
- Frank R. Strayer (1891–1964), Filmregisseur und -produzent
- Harry J. Anslinger (1892–1975), Diplomat und Vorsitzender des Federal Bureau of Narcotics
- Samuel Canan (1898–1964), Marineoffizier
- James E. Van Zandt (1898–1986), Politiker
- H. Beam Piper (1904–1964), Science-Fiction-Autor
- Lawrence Richardson Jr. (1920–2013), Klassischer Philologe und Klassischer Archäologe
- Janet Blair (1921–2007), Film- und Fernsehschauspielerin
- Jon Eardley (1928–1991), Jazztrompeter
- Henry Kloss (1929–2002), Designer
- Gerald N. Wogan (1930–2021), Toxikologe
- Stan Jones (1931–2010), American-Football-Spieler und -Trainer
- Robert Jubelirer (* 1937), Politiker
- Paul Winter (* 1939), Saxophonist und Bandleader
- James Loy (* 1942), Admiral und Commandant of the Coast Guard, kommissarischer Minister für Innere Sicherheit und Wirtschaftsmanager
- Ronald Smelser (* 1942), Historiker
- Alfie Wise (1943–2025), Schauspieler
- Karen Davis (1944–2023), Tierrechtsaktivistin
- John Pielmeier (* 1949), Drehbuchautor und Schauspieler
- Michael J. Behe (* 1952), Biochemiker
- Charlie Crist (* 1956), Politiker
- John Joyce (* 1957), Politiker
- Johnny Moore (* 1958), Basketballspieler
- Andrew Kevin Walker (* 1964), Drehbuchautor
- Danah Boyd (* 1977), Medienwissenschaftlerin und Sozialforscherin
- Brian Sell (* 1978), Langstreckenläufer

## Nachweise
1. ↑  www.altoonapa.gov. (abgerufen am 6. März 2024).
2. ↑  Explore Census Data Total Population in Altoona city, Pennsylvania. Abgerufen am 24. März 2023.
3. ↑  Henry Gannett: The origin of certain place names in the United States. United States Government Printing Office, 1905, S. 22 (englisch, archive.org).